# Antioxidante polifenólico

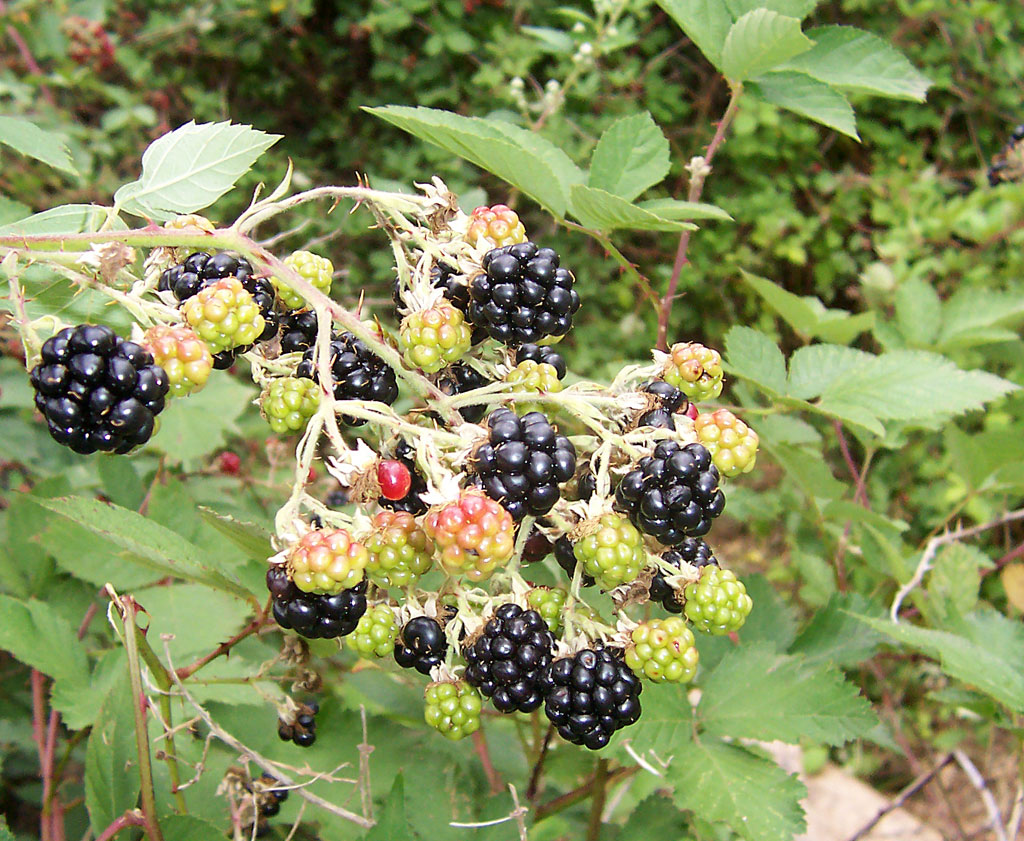
As amoras são uma das fontes de antioxidantes polifenólicos.

Um antioxidante polifenólico é um tipo de antioxidante com uma subestrutura polifenólica. Com cerca de 4000 espécies diferentes, muitos destes compostos têm actividade antioxidante in vitro, mas é pouco provável que exerçam papel antioxidante in vivo. Pelo contrário, podem afectar a sinalização celular, a sensibilidade dos receptores, a actividade inflamatória enzimática ou a regulação genética.